# Dictionary of American Biography
Ne doit pas être confondu avec le 'Dictionary of American Biography' plus ancien de Francis Samuel Drake, plus tard intégré à l'Appletons' Cyclopædia of American Biography.
Le Dictionary of American Biography est un dictionnaire biographique en anglais publié à New York par Charles Scribner's Sons avec le soutien de l'American Council of Learned Societies (en) (Conseil américain des sociétés savantes). La première édition a été publiée en 20 volumes de 1928 à 1936. Ces 20 volumes contiennent 15 000 biographies. En 1946, ces 20 volumes ont été republiés en 10 volumes, chacun de ces volumes comportant deux parties correspondant aux deux volumes de la première édition, la pagination d'origine étant conservée.
Dix volumes supplémentaires ont été publiés entre 1944 et 1995, les biographies supplémentaires couvrant la période jusqu'en 1980. Les deux derniers suppléments ont été publiés sous la responsabilité de l'éditeur, et non de l'American Council of Learned Societies (en) comme les huit précédents.
Le Dictionary of American Biography ne comprend aucune biographie de personnes vivantes, et une certaine durée de résidence aux États-Unis était nécessaire pour y figurer. Il comporte aussi certaines omissions notables, par exemple Sojourner Truth, Charles Guiteau, Scott Joplin, Joe Hill et Martha Washington. Le projet a reçu 500 000 de financement du groupe New York Times, alors propriété d'Adolph Ochs. Celui-ci n'a pas exercé de contrôle éditorial.
Le successeur de ce dictionnaire est l’American National Biography.